# هاري فوران
هاري فوران (بالإنجليزية: Harry Foran)‏ هو صحفي أسترالي، ولد في 1850 في Kilkee ‏ في جمهورية أيرلندا، وتوفي في 25 أبريل 1908 في فيتزوري ‏ في أستراليا.